# Tropische vlekplaat
De tropische vlekplaat (Panaeolus antillarum) is een schimmel behorend tot de familie Galeropsidaceae. Hij is een coproniele saprotroof die voorkomt op paardenvijgen.

## Kenmerken

### Uiterlijke kenmerken
Hoed
De hoed heeft een diameter van 3 tot 6 cm. De vorm is klokvormig tot convex. In natte omstandigheden is hij plakkerig, snel opdrogend en sterk glanzend, ivoorwit tot bleek oker van kleur. 
Lamellen
De lamellen zijn grijs bij jonge exemplaren en zwart naarmate de sporen volwassen worden.
Steel
De steel 4 tot 22 cm lang en 0,5 tot 2 cm dik, stevig, soms iets groter aan de basis. Hij is massief en bepoederd-gestreept. Hij heeft geen ring.
Sporenprint
De sporenprint is gitzwart.

### Microscopische kenmerken
De sporen zijn in vooraanzicht breed citroenvormig, 11,8–14,4 × 9,6–11,2, asymmetrisch ellipsvormig vanaf de zijkant, 8,0–10,2 μm, Q = 1,14–1,37, met brede centrale kiempore tot 3 μm in diameter, glad, donkerbruin tot bijna zwart, dikwandig (0,7–1,0 μm). De cheilocystidia zijn cilindrisch tot nauw utriform, kleurloos en meten 28–38 × 6,5–12 µm. Er zijn geen pileocystidia aanwezig. De basidia 4-sporig breed knotsvormig en 24–30 × 12,5–14,5 µm. De chrysocystidia zijn knotsvormig, zelden met een kleine papil, lichtgeel van kleur, met brekend, olieachtig glasvochtgehalte en meten 32–45 × 11–14 µm. De caulocystidia meten 28–48 × 6,5–9,5 µm.

## Verspreiding
De tropische vlekplaat is een kosmopolitische soort die op veel eilanden en op alle continenten voorkomt, behalve Antarctica.
In Nederland komt hij vrij zeldzaam voor. 